# Honkasalo (ö i Södra Savolax, Nyslott)
Honkasalo är en ö i Finland. Den ligger i sjön Puruvesi och i kommunen Nyslott i  landskapet Södra Savolax, i den sydöstra delen av landet, 300 km nordost om huvudstaden Helsingfors. Öns area är 1,2 hektar och dess största längd är 180 meter i sydväst-nordöstlig riktning.